# Hercule, le Héros de Babylone
Pour plus de détails, voir Fiche technique et Distribution.
Hercule, le Héros de Babylone (L'eroe di Babilonia) est un péplum italien-français de Siro Marcellini sorti en 1963.

## Synopsis
Balthazar, usurpateur du trône du Babylone gouverne la ville d'une main de fer et de violence. Le prince Nippur, l'héritier légitime du trône grandi en exil chez le roi de perse Cyrus  revient décidé à reconquérir le trône  de son père . Pendant le voyage, il sauve l’esclave Tamira destinée à être sacrifiée à la déesse Ishtari…

## Fiche technique
- Titre original : L'eroe di Babilonia
- Titre français : Hercule, le Héros de Babylone[1]
- Réalisation : Siro Marcellini
- Scénario : Gian Paolo Callegari, Albert Valentin et Siro Marcellini
- sujet de Gian Paolo Callegari
- Photographie : Pier Ludovico Pavoni
- Format :Ultrascope, Eastmancolor, 2,35:1
- Montage : Nella Nannuzzi
- Musique : Carlo Franci
- Architecte :Vittorio Marchi
- assistance réalisation : Filiberto Fiaschi et Vittorio Sindoni
- Maitre d’armes : Bruno Ukmar
- Société de production : Gladiator Film (Paris), Films Internazionali Artistici (FIA) (Rome)
- Distribution en France : Cosmopolis films et les films Marbeuf
- Genre : Péplum
- Pays de production :  Italie,  France
- Durée : 90 minutes
- Dates de sortie :
  - Italie : 23 aout 1963
  - France : 1er janvier 1964

## Distribution
- Gordon Scott (VF : Jean-Pierre Duclos) : Nippur / Hercule
- Geneviève Grad (VF : Elle-même) : Tamira
- Moira Orfei (VF : Jacqueline Carrel ) : la prêtresse Ura
- Piero Lulli (VF : Michel Gatineau) : Balthazar
- Andrea Aureli (VF : Georges Atlas ) : Anarsi
- Mario Petri (VF :  Jean Amadou ) : Cyrus, le roi de Perse
- Giuseppe Addobbati (VF : Louis Arbessier ) : Licardio
- Paola Petrini (VF : Joelle Janin) : Atalide
- Andrea Scotti : Namar
- Celina Cely : Agar
- Harold Bradley : Mursuk, l’esclave noir
- Aldo Pini : ambassadeur de Perse
- Giuseppe Mattei : lieutenant du roi Cyrus
- Oreste Lionello : Tibis
- Consalvo Dell'Arti : ambassadeur de Perse
- Enrico Gozzo : officier de Cyrus
- Renato Malavasi : Edumeo, le berger
- Bruno Ukmar : partisan de Licardio